# 사카이 히로키
사카이 히로키(일본어: 酒井 宏樹, 1990년 4월 12일 ~ )는 일본의 축구 선수로서, 포지션은 오른쪽 풀백이다.

## 클럽 경력
2003년 가시와 레이솔 U-15팀에 가입했으며 2009년에 톱팀으로 승격했다. 톱팀으로 승격된 첫 해에는 한 경기도 출전하지 못했으나 2번째 시즌인 2010 시즌에는 리그 9경기에 출전해 1골을 기록했고, 2011 시즌에는 주전으로 도약해서 리그 27경기에 출전하며 가시와의 리그 우승에 기여했다. 이 활약을 바탕으로 시즌이 종료된 후 J리그 올해의 유망주로 선정되었으며 베스트 일레븐에도 이름을 올렸다.
국제 축구 연맹은 2012년 주목해야 할 올해의 유망주에 사카이 히로키를 선정하기도 했으며 산투스 FC, 보루시아 도르트문트, AC 밀란 등 유럽과 남미의 빅클럽에서 관심을 받고 있다는 언론 보도가 이어졌다.
2016년 6월 올랭피크 드 마르세유로 이적했다.
2021년 5월 24일 5년 동안 활동했던 올랭피크 드 마르세유를 퇴단하고 2021년 6월 10일 우라와 레드 다이아몬즈로 완전 이적했다.

## 국가대표팀 경력
그는 2012년 5월 23일 아제르바이잔과의 경기에서 일본 국가대표팀에 데뷔했다. 
2012년 하계 올림픽에 참가할 일본 U-23 국가대표팀에 발탁되었으며, 4경기에 출전, 4강 진출에 기여했다.
2014년 FIFA 월드컵에 선발되었으나 경기에 출전하지는 못하였다. 2018년 FIFA 월드컵에도 발탁되었으며, 4경기에 출전, 16강 진출에 기여했다. 2019년 AFC 아시안컵에도 출전, 준우승에 기여했다. 
2020년 하계 올림픽에 참가할 일본 U-23 국가대표팀에 발탁되었으며, 5경기에 출전, 4강 진출에 기여했다.
2022년 FIFA 월드컵에도 출전, 16강 진출. 그는 2022년까지 국제 A매치 통산 74경기에 출전, 1득점을 넣었다.

## 통계
| 일본 | 일본 | 일본 |
| 연도 | 출전 | 득점 |
| ---- | ---- | ---- |
| 2012 | 7    | 0    |
| 2013 | 7    | 0    |
| 2014 | 5    | 0    |
| 2015 | 6    | 0    |
| 2016 | 7    | 0    |
| 2017 | 9    | 0    |
| 2018 | 8    | 1    |
| 2019 | 12   | 0    |
| 2020 | 3    | 0    |
| 2021 | 4    | 0    |
| 2022 | 6    | 0    |
| 통산 | 74   | 1    |